# Mory-Montcrux
Mory-Montcrux ist eine französische Gemeinde mit 80 Einwohnern (Stand 1. Januar 2022) im Département Oise in der Region Hauts-de-France (vor 2016 Picardie). Sie liegt im Arrondissement Clermont und ist Teil der Communauté de communes de l’Oise Picarde und des Kantons Saint-Just-en-Chaussée (bis 2015 Breteuil). 

## Geographie
Mory-Montcrux liegt etwa 50 Kilometer südsüdöstlich von Amiens. Umgeben wird Mory-Montcrux von den Nachbargemeinden Chepoix im Norden und Westen, La Hérelle im Osten und Nordosten, Gannes im Südosten sowie Ansauville im Süden und Südwesten.

## Einwohner
| 1962                      | 1968 | 1975 | 1982 | 1990 | 1999 | 2006 | 2013 |
| ------------------------- | ---- | ---- | ---- | ---- | ---- | ---- | ---- |
| 74                        | 53   | 57   | 60   | 71   | 108  | 97   | 102  |
| Quelle: Cassini und INSEE |      |      |      |      |      |      |      |

## Sehenswürdigkeiten
- Kirche Saint-Marc aus dem 18. Jahrhundert

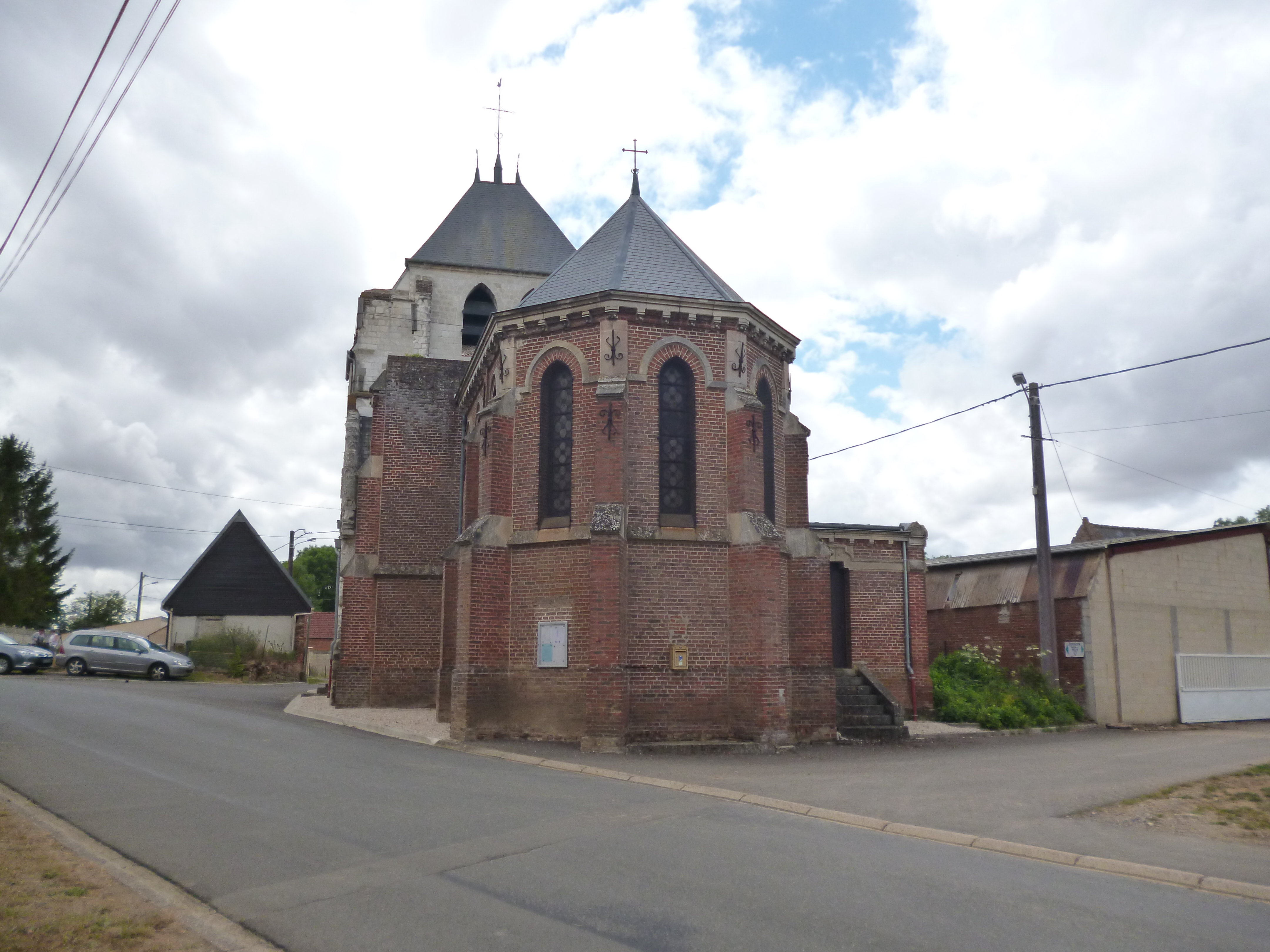
Kirche Saint-Marc

- Kapelle Notre-Dame, 1405 erbaut